# Eugénio de Castro
Eugénio de Castro e Almeida (Coimbra, 4 de março de 1869 — Coimbra, 17 de agosto de 1944) foi um poeta português.

## Biografia
Por volta de 1889 formou-se no Curso Superior de Letras (em Lisboa), vindo mais tarde a ensinar na Faculdade de Letras da Universidade de Coimbra.
Funda a revista "Os Insubmissos" com João Menezes e Francisco Bastos ainda nos últimos anos da sua licenciatura, mais propriamente em 1889. Colaborou com a revista que fundou e com a revista "Boémia nova", ambas seguidoras do Simbolismo Francês. Teve também colaboração em várias publicações periódicas do século XIX, nomeadamente:  A imprensa (1885-1891), Ave azul (1899-1900), A semana de Lisboa  (1893-1895), A leitura (1894-1896), Branco e Negro (1896-1898); nas duas séries da Ilustração Portuguesa: Ilustração Portuguesa (1884-1890) e Illustração portugueza (iniciada em 1903),  e  ainda, em diversas revistas do Século XX, entre as quais a  revista  Serões (1901-1911), Atlantida (1915-1920), Contemporânea (1915-1926), Revista de turismo iniciada em 1916, no periódico O Azeitonense (1919-1920) e na revista Ilustração (iniciada em 1926). Em 1890 entrou para a história da literatura portuguesa com o lançamento do livro de poemas "Oaristos", marco inicial do Simbolismo em Portugal.
A obra de Eugénio de Castro pode ser dividida em duas fases: na primeira, a  fase simbolista, que corresponde a sua produção poética até o fim do século XIX, Eugénio de Castro apresenta algumas características da Escola Simbolista, como o uso de rimas novas e raras, novas métricas, sinestesias, aliterações e vocabulário mais rico e musical.
Na segunda fase ou neoclássica, que corresponde aos poemas escritos já no século XX, vemos um poeta voltado à Antiguidade Clássica e ao passado português, revelando um certo saudosismo, característico das primeiras décadas do século XX em Portugal.
Casou-se em 22 de maio de 1898 com Brígida Augusta Correia Portal, e desse casamento houve seis filhos.
Foi homenageado em Coimbra através da atribuição do seu nome a uma escola da cidade - o Agrupamento de Escolas Eugénio de Castro. A 11 de abril de 1939, foi agraciado com o grau de Grã-Cruz da Ordem Militar de Sant'Iago da Espada. Em 1949 a Câmara Municipal de Lisboa homenageou o escritor dando o seu nome a uma rua junto à Avenida da Igreja, em Alvalade.

## Obras
- Cristalizações da Morte (1884)
- Canções de Abril (1884)
- Jesus de Nazareth (1885)
- Per Umbram (1887)
- Horas Tristes (1888)
- Oaristos (1890)
- Horas (1891)
- Sylva (1894)
- Interlúnio (1894)
- Belkiss (1894)
- Tirésias (1895)
- Sagramor (1895)
- Salomé e Outros Poemas (1896)
- A Nereide de Harlém (1896)
- O Rei Galaor (1897)
- Saudades do Céu (1899)
- Constança (1900)
- Depois da Ceifa (1901)
- A Sombra do Quadrante (1906)
- O Anel de Polícrates (1907)
- A Fonte do Sátiro (1908),
- O Cavaleiro das Mãos Irresistíveis (1916)
- Camafeus Romanos (1921)
- Tentação de São Macário (1922)
- Canções desta Negra Vida (1922)
- Cravos de Papel (1922)
- A mantilha de Medronhos (1923)
- A Caixinha das Cem Conchas (1923)
- Descendo a Encosta (1924)
- Chamas duma Candeia Velha (1925)
- Éclogas (1929)
- Últimos Versos (1938)